# Juegos de la Lusofonía de 2009
Los Juegos de la lusofonía de 2009 fueron la segunda edición de los Juegos de la Lusofonía, un evento deportivo multidisciplinar desempeñado por la comunidad de países de lengua portuguesa, representados por sus respectivos Comité olímpico nacionales. Se celebró en Lisboa, Portugal, entre 11 y 19 de julio de 2009. El Pabellón Atlántico fue el escenario principal de los concursos, y donde se realizó la ceremonia de apertura y cierre.
Portugal ganó el derecho a la realización del evento durante la 6 ª Asamblea General de la Asociación de Comités Olímpicos de Lengua Oficial Portuguesa (ACOLOP) el 10 de octubre de 2006 durante la primera edición de los Juegos de la lusofonía de Macao. Los juegos son la responsabilidad del Comité Organizador de los Juegos de habla portuguesa de 2009 (Cojol).

## Países participantes

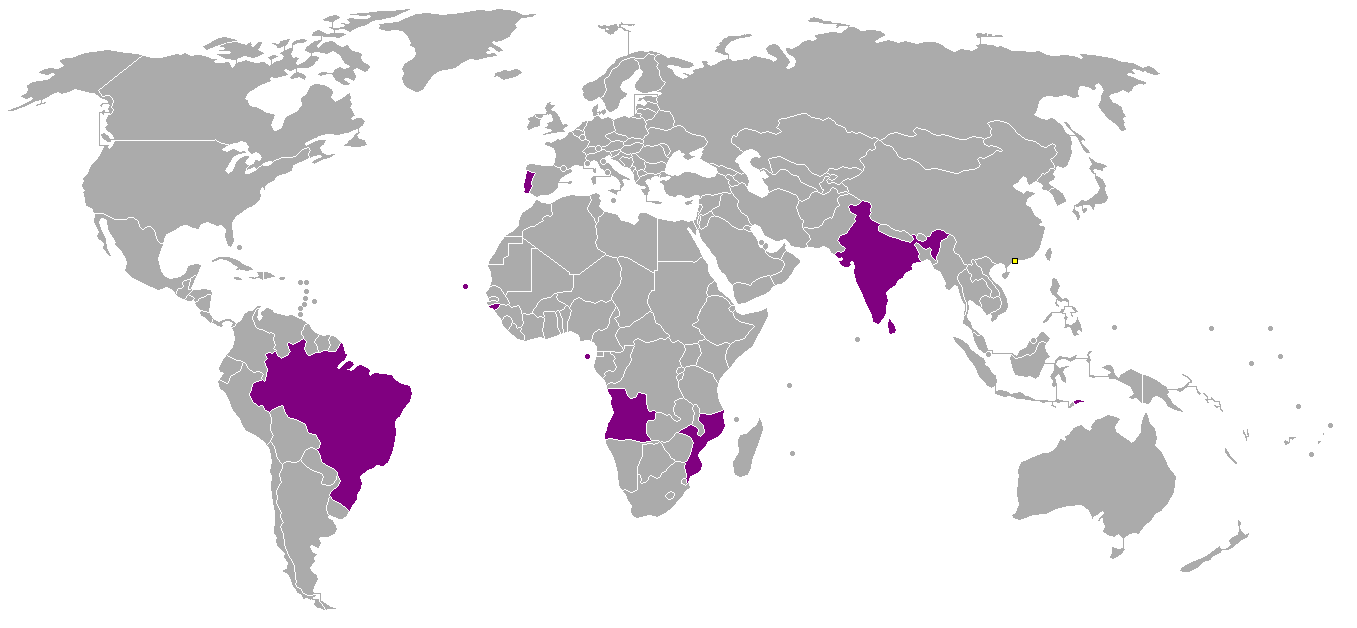
Países participantes dos II Jogos da Lusofonia.

En total, 12 países de habla portuguesa representados por sus respectivos Comités Olímpicos Nacionales enviaron delegaciones de deportistas y comités técnicos. Por lo tanto, todos los miembros de la Asociación de Comités Olímpicos Nacionales de Lengua Oficial Portuguesa (ACOLOP) asistieron a la segunda edición. Ghana y la isla de Flores (Indonesia) estaban interesados en participar, pero no presentaron la inscripción.
| - Angola - Brasil - Cabo Verde - Timor Oriental - Guinea-Bisáu - Macao | - Mozambique - Portugal - Santo Tomé y Príncipe - India - Sri Lanka - Guinea Ecuatorial |

## Deportes
Esta edición de los juegos se compuso de nueve deportes olímpicos - uno más que la primera edición - de un total de 68 eventos en disputa. Se incluyeron tres eventos para atletas con discapacidad en el programa de atletismo.
| - Atletismo - Deportes para personas con discapacidad - Baloncesto - Fútbol (masculino) - Fútbol sala (masculino) | - Judo - Taekwondo - Tenis de mesa - Voleibol - Voleibol de playa |

## Símbolos
Las imágenes y los símbolos que representan los Juegos de la Lusofonía de Lisboa de 2009 son identificados por su logotipo y la mascota oficial. El logotipo es un atleta celebrando la victoria con una cinta multicolor, con el lema "La Unión es más fuerte que la Victoria", una apelación al juego limpio entre los atletas y a la unidad ". La mascota representa a una llama con nombre Xama, cuyo espíritu irradia la energía y vitalidad "y busca" superar sus propios límites, celebrando la victoria del habla portuguesa.